# فیت فور ا کینگ
فیت فور ا کینگ (انگلیسی: Fit for a King) (به صورت نوشتاری FFAK) یک گروه موسیقی متال‌کور آمریکایی از دالاس، تگزاس است که از سال ۲۰۰۷ آغاز به کار کرد.